# Козончук, Дмитрий Анатольевич
Дмитрий Анатольевич Козончук (род. 5 апреля 1984 в Воронеже) — российский профессиональный шоссейный велогонщик.

## Победы
2004
1-й Этап 2 Тур Олимпии
1-й Этап 3 Triptyque des Barrages
2005
1-й  Пояс Мальорки
1-й Этап 3
1-й Париж — Рубе U23
2006
2-й Триптих гор и шато
1-й Этапы 2b и 3
1-й Этап 2 Тур Тюрингии U23
2-й Tour de la Somme
3-й Льеж — Бастонь — Льеж U23
2009
9-й Вольта Лимбург Классик
2016
8-й Чемпионат России в индивидуальной гонке

## Статистика выступлений наГранд Турах
| Гонка   | 2007 | 2008 | 2009 | 2010 | 2011 | 2012 | 2013 | 2014 | 2015 | 2016 | 2017 |
| ------- | ---- | ---- | ---- | ---- | ---- | ---- | ---- | ---- | ---- | ---- | ---- |
| Джиро   | 100  | 59   | 79   | НФ   | 75   | —    | НФ   | —    | —    | —    | 145  |
| Тур     | —    | —    | —    | —    | —    | —    | —    | —    | НФ   | —    | —    |
| Вуэльта | —    | 54   | —    | 134  | 122  | —    | 92   | 95   | —    | —    | —    |